# Petite Camargue
Petite Camargue este o arie protejată (sit de importanță comunitară — SCI) din Franța întinsă pe o suprafață de 34.412 ha, integral pe uscat.

## Localizare
Centrul sitului Petite Camargue este situat la coordonatele 43°36′32″N 4°18′28″E / 43.60889°N 4.30778°E.

## Înființare
Situl Petite Camargue a fost declarat arie specială de conservare în baza directivei 92/43 din 1992 referitoare la conservarea habitatelor naturale și a faunei și florei sălbatice pentru a proteja 12 specii de animale.

## Biodiversitate
Situată în ecoregiunea mediteraneană, aria protejată conține 20 de habitate naturale: Galerii și tufărișuri riverane sudice (Nerio-Tamaricetea și Securinegion tinctoriae), Dune mobile cu vegetație embrionară, Iazuri temporare mediteraneene, Pajiști umede mediteraneene cu ierburi înalte de Molinio-Holoschoenion, Vegetație anuală la limita mareei, Fânețe de joasă altitudine (Alopecurus pratensis, Sanguisorba officinalis), Pășuni mediteraneene udate de apa mării (Juncetalia maritimi), Tufărișuri halofile mediteraneene și termo-atlantice (Sarcocornetea fruticosi), Depresiuni intradunale umede, Dune cu tufărișuri sclerofile Cisto-Lavenduletalia, Salicornia și alte specii anuale care populează regiunile mlăștinoase și nisipoase, Lacuri eutrofice naturale cu vegetație de tip Magnopotamion sau Hydrocharition, Liziere de ierburi înalte hidrofile de câmpie și de nivel montan până la alpin, Lagune de coastă, Dune de coastă cu Juniperus spp., Stepe sărăturate mediteraneene (Limonietalia), Dune de pe litoral fixate cu Crucianellion maritimae, Dune împădurite cu Pinus pinea și/sau Pinus pinaster, Galerii de Salix alba și de Populus alba, Dune mobile de-a lungul țărmului cu Ammophila arenaria („dune albe”).
La baza desemnării sitului se află mai multe specii protejate:
- mamifere (5): liliac cu aripi lungi (Miniopterus schreibersii), liliac cu urechi de șoarece (Myotis blythii), liliac cărămiziu (Myotis emarginatus), liliac comun (Myotis myotis), liliacul mare cu potcoavă (Rhinolophus ferrumequinum)
- nevertebrate (5): croitorul mare al stejarului (Cerambyx cerdo), Coenagrion mercuriale, Gomphus graslinii, rădașcă (Lucanus cervus), Oxygastra curtisii
- reptile (2): țestoasa de baltă (Emys orbicularis), Mauremys leprosa

Pe lângă speciile protejate, pe teritoriul sitului au mai fost identificate 1 specie de păsări.